# Nosofobia
La nosofobia o patofobia è la fobia di contrarre una malattia. I nosofobici vanno distinti dagli ipocondriaci.
Le principali fobie di questo tipo sono la paura di contrarre l'infezione da HIV (fobia dell'AIDS o sierofobia da HIV), la tubercolosi polmonare, il cancro e le malattie veneree. 

## Etimologia
La parola nosofobia deriva dal greco νόσος nosos per "malattia" e φόβος, phobos, "paura".

## Sintomi
La nosofobia è elencata sotto i disturbi ipocondriaci dall'ICD -10, che sono definiti dall'avere una preoccupazione persistente per la possibilità di avere almeno un disturbo fisico grave e progressivo. Un caso di studio descrive una donna con una paura delle malattie cardiache che evitava le persone che pensava fossero a rischio di infarto ed evitava cibi contenenti colesterolo.

## Possibili cause
Una causa teorizzata di nosofobia negli studenti di medicina si basa sulla teoria della psicodinamica.
Una campagna di educazione pubblica del 1911 sulla tubercolosi fece sì che i pazienti presentassero la tisiofobia. Allo stesso modo, la paura dell'AIDS è stata studiata nel 1991, durante l'epidemia di HIV/AIDS che veniva comunemente trasmessa alla radio e alla TV.
Una nota nosofobia riguardava l'encefalopatia spongiforme bovina, malattia che aveva avuto l'attenzione dei mass media negli anni '90.
Per fobie molto specifiche, come la carcinofobia, c'è spesso una storia familiare o personale della malattia.

## Trattamenti
Uno studio pilota del 1988 sul trattamento comportamentale ha mostrato miglioramenti statisticamente significativi nella paura ed un impatto ridotto nella vita domestica e lavorativa, con il follow-up che ha mostrato successo in alcuni dopo una mediana di cinque anni dopo il trattamento.